# المسجد القديم (أوفا)
المسجد القديم بأوفا، المعروف باسم مسجد توكاييف، هو أول مسجد دائم بُني في مدينة في أوفا، بروسيا.

## تاريخه
أُنشئ أول مسجد دائم في مدينة أوفا في عام 1830 في شارع فرولوفسكايا (الذي أعيدت تسميته فيما بعد بشارع توكاييف). 
بدأ بناءه على يد جابدسلام جابدرخيموف (1765-1840)، المفتي الثاني للجمعية الروحية الإسلامية في أورينبورغ. 
تم افتتاحه مدرسة إسلامية في 1887، وكان حتى عام 1920 المبنى هو المسجد الرئيسي في روسيا. 
أصبح المسجد الوحيد النشط في المدينة بين 1960 و1994.
قبض جهاز الأمن السوفيتي على الإمام المسجد الشيخ جيهانجير أبيزجيلدين وأعدموه في عام 1937.